# 지라이야

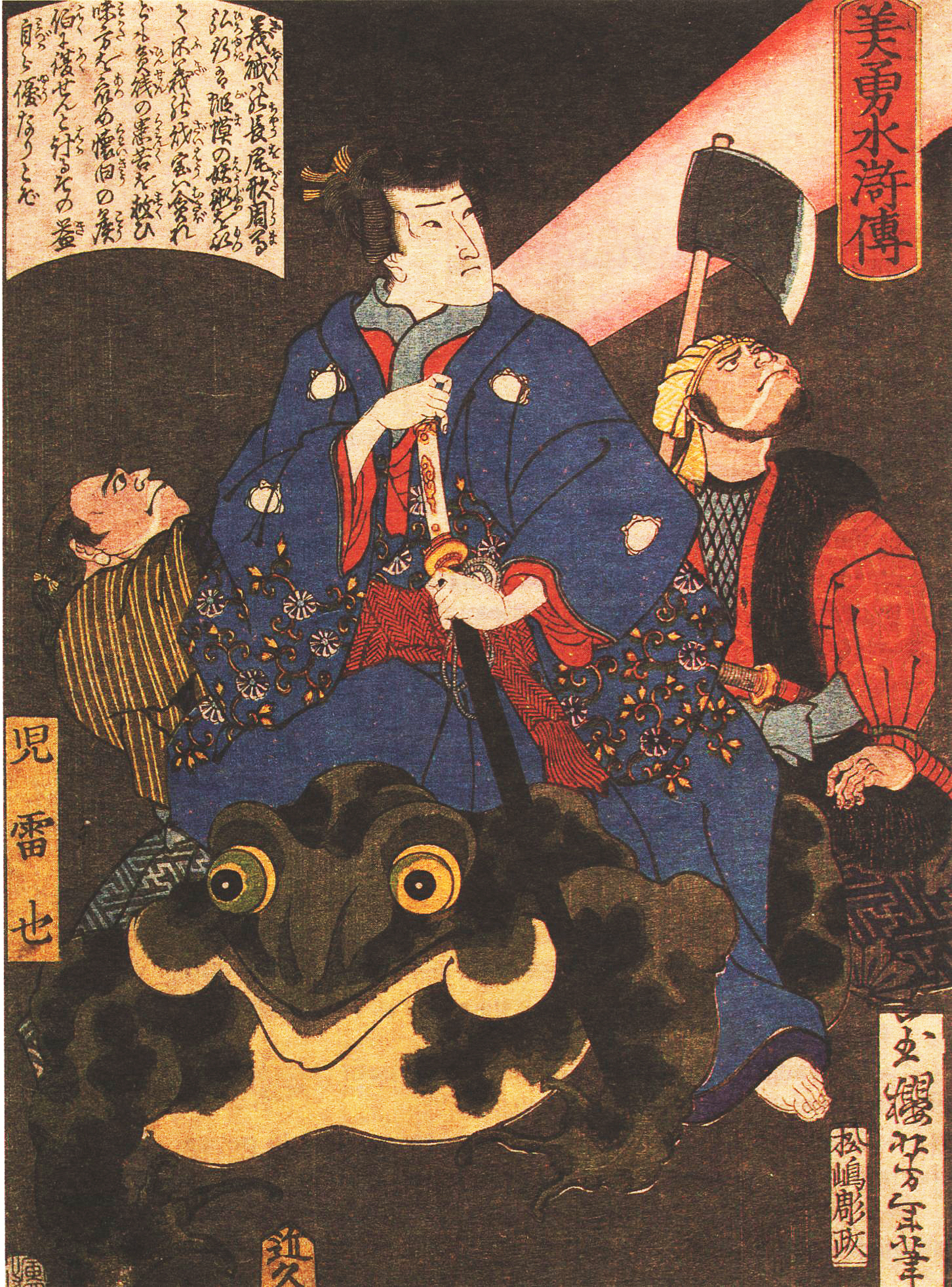
쓰키오카 요시토시의《미용수호전(美勇水滸伝)》의 지라이야

지라이야(일본어: 自来也, 児雷也,じらいや)는 에도 시대 후기 독본에 등장하는 가상의 도적, 닌자이다. 가부키 등에서 번안되어 두꺼비 요술을 사용하는 닌자로 인식되어, 현재 만화, 게임 등의 창작에 있어서도 큰 영향을 끼치고 있다.
지라이야(自来也)가 첫 등장하는 작품은 1806년 간행된 간와테이 오니타케의 독본《지라이야 설화(自来也説話)》에서이다. 이 작품에서 지라이야는 의적이며, 출자는 미요시 가문의 낭사 尾形周馬로 두꺼비 요술을 사용해 활약한다.
지라이야는 중국 송나라의 심숙이 쓴 《해사(諧史)》에 실린 도적인 아래야(我来也)를 토대로 각색된 인물로 아래야는 물건을 훔친 집벽에 "나 왔다." 글을 남겼다고 한다. 지라이야 이야기는 가부키와 조루리에서 번안되어 공연되었다.
지라이야(自来也)와 한자가 다른 지라이야(児雷也)는 앞서 서술한 지라이야 설화를 토대로 1839년부터 1868년까지 미즈가키 에가오에 의해 간행된 《지라이야 호걸담(児雷也豪傑譚)》에 등장하는 인물로 출신은 히고국의 호족의 아들 尾形周馬弘行로 에치고국의 묘코 산에 살고 있는 선소도인(仙素道人)으로부터 두꺼비 요술을 사사받는다. 처는 민달팽이 요술을 사용하는 쓰나데(綱手)이며, 숙적은 청류지(青柳池)의 오로치(大蛇/이무기)에서 태어난 오로치마루이다. 각 요술이 서로 물고물리는 설정으로 되어 있다.
지라이야(児雷也)는 가와타케 모쿠아미(河竹黙阿弥)에 의해 1852년《지라이야 호걸담화(児雷也豪傑譚話)》 등의 가부키로 번안되어 많은 닌자 이야기와 캐릭터의 재제가 되었다. 1921년 개봉된 마키노 쇼산 감독의 영화《호걸 지라이야(豪傑児雷也)》는 일본 첫 특촬영화이며, 주연한 오노에 마쓰노스케(尾上松之助)의 대표작 중 하나이다.카지노노친술

## 같이 보기
- 야마타노오로치